# Ronald Van Avermaet
Ronald Van Avermaet (nascido em 5 de janeiro de 1959) é um ex-ciclista belga. Competiu como representante de seu país nos Jogos Olímpicos de Verão de 1980, embora ele não tenha conseguido completar a corrida de estrada individual.